# ع چون عشق
ع چون عشق (لهستانی: M jak miłość؛ ‏[ˈɛm jak ˈmiwɔɕt͡ɕ]) نام یک مجموعهٔ تلویزیونی احساسی لهستانی است که از ۴ نوامبر ۲۰۰۰ میلادی تاکنون در حال پخش است. طی چندین سال گذشته، این سریال، پُربیننده‌ترین مجموعهٔ تلویزیونی لهستان بوده‌است و تعداد فراوانی از هنرمندان آن کشور در آن نقش آفرینی کرده‌اند.

## خلاصه داستان
سریال داستان خانواده‌ای چندنسلی به نام موستویاک را روایت می‌کند. ماجرا از جایی آغاز می‌شود که باربارا و لوتسیان موستویاک چهلمین سالگرد ازدواج خود را جشن می‌گیرند و دخترانشان به همین مناسبت در خانه‌شان در گرابینا برایشان مهمانی ترتیب می‌دهند. ماریا به همراه همسرش کریستوف و پسران دوقلویشان – پیوتر و پاوئو – زندگی آرامی در گرودک، شهری کوچک در نزدیکی ورشو، دارد. مارتا – مایه افتخار خانواده – قاضی است و با پسرش لوکاش در ورشو زندگی می‌کند. ماوگوژاتا، کوچک‌ترین دختر باربارا و لوتسیان، از اینکه در رشته معماری پذیرفته نشده، بسیار ناراحت است. پس از مدتی غیبت، تنها پسر خانواده، مارک، از آلمان به خانه بازمی‌گردد.

## بازیگران
- ترسا لیپووسکا
- ویتولد پیرکوش
- ماوگوژاتا پینکوفسکا
- ماوگوژاتا کوژوخوفسکا
- ماوگوژاتا پیچینسکا
- ماوگوژاتا تئودورسکا
- دومنیکا اوستاووفسکا
- تومیرا کُوالیک
- آرتور جورمان
- یانوش اونوفروویچ
- آنا اوبرتس
- رافائو شیشیتسکی
- توماش بورکوفسکی
- ماچئی دانتسویچ
- روبرت کوشوتسکی
- بوگوسواوا پاولتس
- پیوتر نواک
- توماش تیندیک
- الکساندر میلیچویچ
- پاوئو نوویش
- اریک کولم
- دانوتا بورسوک
- پیوتر گرابوفسکی
- هانا کوناروفسکا
- مارک کالیتا
- کامیلا اوژندوفسکا
- ووجیمیش آدامسکی
- میخاو مِـیِر
- بئاتا اُلگا کووالسکا
- رادوسواف کشیژوفسکی
- کارولینا بروخنیتسکا
- مارک بارگیه‌ئوفسکی
- کریستین ویـِچورِک
- وویچیخ ویسوتسکی
- گژگوش ماوِتسکی
- ماگدالنا کاتسپشاک
- روبرت وابیخ
- یژی زیگمونت نواک
- مونیکا اوبارا
- مارتسل سابات
- ماچئی میکووایچیک
- کارول پوخچ
- آگنیشکا پِشِـپیورسکا
- یان الکساندروویچ-کراسکو
- مونیکا آمبروژاک
- آرتور یانوشاک
- آندژی پیشچاتوفسکی
- آنا وویتون
- پیوتر شِـیکا
- ماچئی دامینتسکی
- نوربرت راکوفسکی
- آنیتا یانچا
- لئون خارِویچ
- کاتاژینا پیرشچونیک
- ماگدالنا امیلیانوویچ
- پیوتر بوروفسکی
- هانا میکوچ
- کارولینا ساوکا
- میکووای رُزنرسکی
- بئاتا بوچک-ژارنتسکا
- آسیا وامتیوگینا
- آنا یانوخا
- تادئوش بروفسکی
- کاتاژینا گرابوفسکا
- توماش بواشاک
- هالینا روویتسکا
- میخاو برایتن‌والد
- هوبرت زدونیاک
- یاکوب پشبیندوفسکی
- پاوئو توخولسکی
- ماتئوش موشیه‌ویچ
- یان یانکوفسکی
- یوآنا اوسیدا
- ایگا کِرِفت
- مونیکا گوژجیک
- تادئوش هانوسِک
- ایرنا سانتور
- کریستینا رودکوفسکا-اوله‌ویچ
- یاتسک لنارتوویچ
- پیوتر شیفکیـِویچ
- پاوئو کلشچ
- امیلیان کامینسکی
- مارتینا کلیشفسکا
- یولانتا ژوئوموفسکا
- آندژی آندژیفسکی
- یادویگا گرین
- آندژی کونوپکا
- آنا گورنوستای
- آرتور کرایفسکی
- کارولینا آدامچیک
- ماریوش یاکوس
- میخاو لِشِنی
- کاتاژینا بارگیه‌ووسکا
- وویچیخ چروینسکی
- کارولینا پُرکاری
- یاتسک کاوُتسکی
- مونیکا کشیفکوفسکا
- کارولینا خاپکو
- استانیسواف برودنی
- پاوئو کرولیکوفسکی
- کشیشتف کومور
- کشیشتف شچپانیاک
- کشیشتف تینیـِتس
- ماوگوژاتا بوگداینسکا
- آندژی دِسکور
- یوانا اُپوزدا
- یوانا یژفسکا
- سواوومیر سولِـی
- مارتا دوبتسکا
- مارچین کوودینسکی
- میه‌چیسواف مورانسکی
- یوآنا مورو
- یولیا وروبلفسکا
- ماتیلدا پودفیلیپسکا
- کاتاژینا وارنکه
- اُلگا بوریس
- میخاو چرنتسکی
- ماوگوژاتا لوینسکا
- آنا اسمووُویک
- آنا ایبرسر
- آنجلیکا پیخوویاک
- ماریوش درنژک
- پشمیسواف بلوشچ
- مارتا کومیک
- مارتا کلوبوویچ
- ایزابلا جیارسکا
- بوگوسواف سوخناتسکی
- ماگدالنا والیگورسکا-لیشیتسکا
- اِوا کُنستانتسیا بوئوخاک
- اِوا بوکوفسکا
- ماگدالنا گناتوفسکا
- آدام تسیفکا
- مونیکا یاروسینسکا
- مارچین ترونسکی
- بوگدان کالوس
- گژگوش وُنس
- ماریوش زانیفسکی
- کاتسپر کوشفسکی
- میخاو رولنیتسکی
- کارول اشتراسبورگر
- پاتریتسیا شچپانوفسکا
- مارک لواندوفسکی
- ووجیمیژ ماتوشاک
- گراژینا ماژتس
- تاتینا سوسنا-سارنو
- آنتا تودورچوک-پرخوچ
- آنا گزیرا
- آنا گریتسویچ
- یژی شیبال
- آندژی گاورونسکی
- کامیلا سالوروویچ
- مایا بوخوشیه‌ویچ
- رادوسواف پازورا
- سیلویا یوشچاک-کراوچیک
- اِوا وِنتسل
- میلنا لیشتسکا
- دوروتا خوتتسکا
- اِوا ماکوماسکا
- ماوگوژاتا لیپمان
- دوروتا استالینسکا
- ایوونا رولویچ
- رافائو مروچک
- مارچین مروچک
- کاتاژینا چیخوپک
- مونیکا دریل
- هانا بینیشوویچ
- دوروتا لاندوفسکا
- ماوگوژاتا روژنیاتوفسکا
- آنا موخا
- یژی سنوتا
- آنا بوروویتس
- کاتاژینا هرمان
- دومینیکا واکومسکا
- یولانتا فراشینسکا
- روبرت موسکوا
- ماگدالنا والاخ
- ویولتا آرلاک
- تامارا آرچیوخ
- سزاری مورافسکی
- یاتسک کوپچینسکی
- آرتور بارچیش
- اوا کاسپژیک
- پاوئو دلانگ
- آندژی پرسیگس
- ماگدالنا وویچیک
- مایا هیرش
- میروسواف زبرویویچ
- ماچئی کوزووفسکی
- آندژی شچتکو
- مارچین بوساک
- پاوئو ماواشینسکی
- آنا ونجیکوفسکا
- یوآنا کورونیوسکا
- پیوتر بایتلیک
- کاتاژینا دامبروفسکا
- الژبیتا رومانوفسکا
- کاتاژینا ژلینسکا
- یوآنا یندریکا
- آلکساندرا گینتروفسکا
- کاتاژینا آنکودوویچ
- داریا ویدافسکا
- ایزابلا کونا
- لائورا برژکا
- کارولینا نولبژاک
- یاتسک پونیه‌جاویک
- دومینیکا خوروشینسکا
- اولگا کالیتسکا
- کاتاژینا ژاک
- یوآنا اورلئانسکا
- الکساندرا کیسیو
- لائورا سامویوویچ
- رافائو کرولیکوفسکی
- آگنیشکا وارخولسکا
- آگنیشگا ویلگوش
- آنا کارچمارچیک
- زبیگنیف استرئی
- کامیلا کامینسکا
- آدا فی‌یاو
- رومن بوگای
- آگنیشکا شینکیه‌ویچ
- الکساندر میکووایچاک
- ماچئی یاخوفسکی
- کشیشتوف کفیاتکوفسکی
- مارتا خودوروفسکا
- میخالینا سوسنا
- ماگدالنا گورسکا
- آنا ماریا بوچک
- ناتالیا ریبیتسکا
- گابریلا اوبربک
- اِوِلینا سرافین
- اِلنا لشچینسکا
- آگنیشکا یودیتسکا
- ماریا پاووئوفسکا
- کاتاژینا کووِچک
- بئاتا خروشچینسکا
- آگنیشکا کاویورسکا
- دومینیکا بدنارچیک
- کینگا ایلگنر
- سواوومیرا وژینسکا
- هنریک گوونبیفسکی
- ماریتا ژوکوفسکا
- پیوتر رنکاویک
- ووجیمیژ پرس
- برونیسواف وروتسوافسکی
- یان ویچورکوفسکی
- یاکوب ویچورک
- یوانا کوبرسکا
- تادئوش خودتسکی
- سواوومیر اوژخوفسکی
- پیوتر میازگا
- الژبیتا یاروشیک
- آنا یاروشیک
- آگنیشکا ژولفسکا
- زوزانا گرابوفسکا
- زبیگنیف والریش
- ماریوش بوناشفسکی
- ادوارد لینده-لوباشنکو
- میروسواف هانیشفسکی
- توماش وئوسوک
- مارتا شچیسوویچ
- دومینیکا کلوژنیاک
- ماریا دنبسکا
- کاتاژینا کویاتکوفسکا
- باربارا ویپیخ
- دومینیکا کاخلیک
- هنریک تالار
- بئاتا فیدو
- آنا میلفسکا
- گراژینا استراخوتا
- آنا نوواک
- مونیکا پیکووا
- یرژی ماتاووفسکی
- مارتا والشیاک
- بوژنا استاخورا
- دانوتا کووالسکا
- الژبیتا یندژیفسکا
- آگنیشکا ویندووخا
- اِوا گوژلاک-جیدوخ
- لِـشِک زدونی
- ماریا کِـلِـیدیش
- اِما گیگژنو
- میخاو وُدارچیک